# Giuseppe Godono
Giuseppe Godono, detto Peppino (Napoli, 4 settembre 1876 – Roma, 22 dicembre 1963), è stato un cantante italiano, specializzato nel repertorio della canzone napoletana, in particolare con brani per mandolino, serenate e barcarole.
Come cantante di musica leggera, è stato interprete di canzoni del teatro di varietà.
È fra gli artisti che hanno inciso per la storica casa discografica italiana Phonotype Record, fondata a Napoli nel 1909. Per essa incise il 9 giugno 1915 Il Canto degli italiani, il futuro inno nazionale italiano composto da Goffredo Mameli su musica di Michele Novaro. Si tratta di una delle più antiche registrazioni di questo storico brano pervenute ad oggi.
Sebbene la quasi totalità delle sue incisioni fonografiche siano state fatte per questa etichetta, Godono ha collaborato con le maggiori case e società editrici musicali di Napoli, fra cui Poliphon, Marechiaro, Rossi, La Canzonetta, Santa Lucia, Bideri.
Amico di Francesco Esposito, figlio di Raffaele, fondatore della Phonotype, fece parte dal 1921 della nuova casa discografica Partenope (che rimarrà attiva nei cinque anni successivi). Con Esposito partecipò in quell'anno alla prima gara canore di Piedigrotta, prodromo del festival della canzone napoletana, presentando cinque brani.

## Biografia
Figlio di un imprenditore meccanico, conobbe attraverso i rispettivi genitori, il cantante Enrico Caruso, di cui divenne amico, il quale gli fece conoscere l'ambiente musicale facendolo appassionare all'opera lirica. E fu grazie a Caruso che, a fine XIX secolo, poté debuttare in teatro avviando una carriera che lo avrebbe portato a cantare nei maggiori complessi italiani ed esteri. Nel 1902 Godono affrontò la sua prima tournée all'estero cantando ne L'elisir d'amore di Gaetano Donizetti Teatro Reale di Madrid. Fu poi nel cast che, con La sonnambula di Vincenzo Bellini, inaugurò nel medesimo periodo il teatro Biondo di Palermo.
Se i primi dieci anni del XX secolo Godono li dedicò quasi completamente alla musica lirica, un primo avvicinamento alla canzone napoletana lo ebbe nel 1910, con l'incisione di un 78 giri contenente il brano di Ferdinando Russo ed Emanuele Nutile Mamma mia che vuò sapè, già inserito nel repertorio dello stesso Caruso.

### Il passaggio alla musica leggera
Pur non lasciando del tutto la lirica, e continuando quindi ad esibirsi nei principali teatri italiani, Godono compie nel 1911 il salto definitivo verso la musicalità - e la melodia - tipicamente partenopea con l'incisione di due brani composti appositamente per lui: Si sta chitarra di Nardella e Chitarrata triste di Falvo.
Contestualmente incide con il soprano Matilde Principe Di Marzio alcune arie dalla verdiana Traviata - Gran Dio, morir sì giovine, Prendi, quest'è l'immagine, Amami Alfredo, Parigi o cara - e la Scena della borsa. Il 1912 segna un'ulteriore - e definitiva - svolta nello stile interpretativo del cantante che si avvicina alla canzonetta puramente intesa con un'audizione di Piedigrotta Feola-Capolongo (La Canzonetta) allestita alle Terrazze Santa Lucia. Due sono i brani affidati a Godono: Te voglio bene di Rainone-Medina e O mare 'e Margellina di Irace-Fassone.
Con il passaggio alla Poliphon, la società di derivazione tedesca di Massimo Weber ed Emilio Gennarelli, si consolida il passaggio del cantante alla musica napoletana con il conseguente, sia pure provvisorio, abbandono della lirica. A Piedigrotta, nella prima audizione, porta So 'nnammurato 'e te di Gian Battista De Curtis.

### Fine carriera: l'insegnamento
Dopo aver partecipato alla prima edizione di Piedigrotta - Marechiaro, nel 1924 Godono si reca in tournée negli Stati Uniti dove presenta un repertorio comprendente romanze, canzonette napoletane e in lingua italiana.
In virtù del successo ottenuto in questa e nelle successive tournée compiute oltreoceano, inizia a gestire una scuola di canto su richiesta dell'Accademia musicale di Brooklyn. I molti impegni che lo tengono costantemente impegnato fra Italia, USA e Canada non gli consentono tuttavia di tenere fede all'impegno, cosicché la scuola chiuderà i battenti dopo breve tempo.
Con gli spettacoli all'estero diminuisce per Godono l'impegno sul piano discografico. La seconda metà degli anni venti lo vede impegnato, in fine di carriera, nella direzione di una scuola di canto, questa volta a Roma.

## Repertorio lirico
In carriera, Godono ha interpretato le opere più in voga nel suo tempo:
- Carmen, di Georges Bizet
- La favorita, di Gaetano Donizetti
- Martha, di Friedrich von Flotow
- Aida, di Giuseppe Verdi
- Lucrezia Borgia, di Gaetano Donizetti
- La traviata, di Giuseppe Verdi
- Werther, di Jules Massenet
- Il barbiere di Siviglia
- Don Pasquale, di Gaetano Donizetti
- L'Africana, di Meyerbeer
- Luisa Miller, di Giuseppe Verdi
- Faust, di Charles Gounod
- I puritani, di Vincenzo Bellini
- Rigoletto, di Giuseppe Verdi
- Cavalleria rusticana, di Mascagni

## Repertorio leggero-napoletano

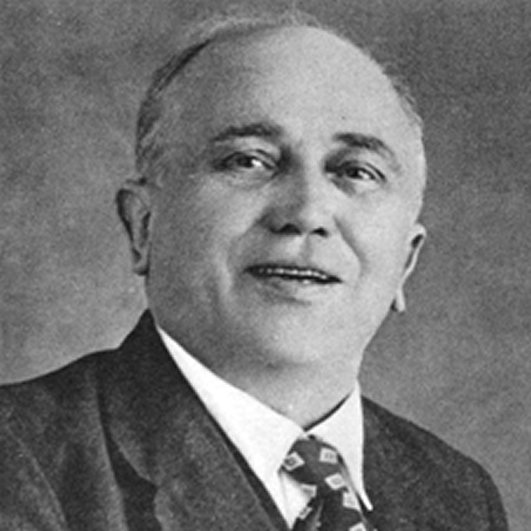
Il poeta e compositore E. A. Mario è fra gli autori prediletti di Giuseppe Godono che ne incise diverse sue canzoni

Fra le altre canzoni del repertorio leggero o in lingua napoletana di Godono - molte delle quali di Vincenzo Medina, Mario Nicolò ed E. A. Mario - figurano:
- 'O surdato 'nnammurato
- Chiagne pe' te
- Campagnò
- Si sta chitarra
- Chitarrata triste
- Te voglio bene
- O mare 'e Margellina
- So 'nnammurato 'e te
- Mia dolce amica
- Addio monella (testo di Edoardo Marchioni; musica di Vincenzo Medina)
- La serenata del mio cuore sciocco
- Marì
- Il re del tabarin
- America
- Ladra
- Vipera
- Santa Lucia luntana
- Ll'America

## Discografia

### 78 giri
- 1914: ‘A canzone ‘e Pusilleco/Tu ca nun chiagne (Phonotype, PH 00949)
- 1922: Come le rose/Follie di gioventù (Phonotype, 2038)
- 1923: Serenata a Surriento/Pietà signore (Phonotype, N. 3651)
- 1926: Aprite le finestre/Maggiolata (Columbia, D 5460)

### Incisioni e collaborazioni
- Con i soprano Maria Fornaro e Angela De Angelis, brani da La Traviata di Giuseppe Verdi
- Con il mezzosoprano Maria Cappiello brani La Favorita e da Il trovatore di Giuseppe Verdi
- Con il baritono Franz Glejieses, duetti da I pescatori di perle di Georges Bizet e da La forza del destino di Giuseppe Verdi
- Con Angela De Angelis e Giorgio Schottler, brani da La Traviata, L'amico Fritz di Pietro Mascagni, Adriana Lecouvreur di Francesco Cilea; e dalle operette La Geisha di James Sidney Jones, Il Conte di Lussemburgo di Franz Lehár, La Duchessa del Bal Tabarin di Carlo Lombardo e Sogno d'un valzer di Oscar Straus

### Discografia Phonotype
Questa, in dettaglio, la discografia di Godono per la Phonotype, riferita agli anni 1920-1921:
| Titolo                            | Nr. Catalogo | Anno |
| --------------------------------- | ------------ | ---- |
| L'ultima danza                    | 2282         | 1920 |
| Donna                             | 2283         | 1920 |
| Addio amica                       | 2284         | 1920 |
| Come finì l'amore                 | 2285         | 1920 |
| 'O mare canta                     | 2286         | 1920 |
| Santa Lucia luntana               | 2287         | 1920 |
| Biondo fantasma                   | 2397         | 1920 |
| Le rose bianche                   | 2398         | 1920 |
| Leggenda di guerra                | 2399         | 1920 |
| Rondini                           | 2400         | 1920 |
| Matenata d'abbrile                | 2401         | 1920 |
| 'A canzone 'e Pusilleco           | 2402         | 1920 |
| Addio primavera                   | 2413         | 1920 |
| Filava filava                     | 2414         | 1920 |
| Te chiamme Maria                  | 2416         | 1920 |
| Voce d'ammore                     | 2417         | 1920 |
| Si ssempe tu                      | 2418         | 1920 |
| 'E ddoje serenate                 | 2419         | 1920 |
| Mia dolce amica                   | 2420         | 1920 |
| Addio monella                     | 2421         | 1920 |
| La serenata del mio cuore sciocco | 2422         | 1920 |
| L'altalena                        | 2423         | 1920 |
| Addio a Napule                    | 2424         | 1920 |
| Canzone marinaresca               | 2425         | 1920 |
| E canta amore                     | 2461         | 1920 |
| Piccolo amore                     | 2462         | 1920 |
| Sul'io Carmè                      | 2466         | 1920 |
| E ll'ammore                       | 2467         | 1920 |
| E sbocciano le rose               | 2471         | 1920 |
| Sogna la gioventù                 | 2472         | 1920 |
| L'attesa                          | 2473         | 1920 |
| Farfalla                          | 2474         | 1920 |
| Buongiorna a Maria                | 2475         | 1920 |
| Core signore                      | 2476         | 1920 |
| Presentimento                     | 2477         | 1920 |
| Serenata                          | 2518         | 1921 |
| E l'edera sei tu                  | 2517         | 1921 |
| Ciondolo d'oro                    | 2576         | 1921 |
| Ninnolo                           | 2577         | 1921 |
| Maschere                          | 2578         | 1921 |
| Tu non sei che una bambola        | 2579         | 1921 |
| Bandiera rossa                    | 2580         | 1921 |
| L'Internazionale                  | 2581         | 1921 |
| Marionette                        | 2584         | 1921 |
| Santa Lucia                       | 2585         | 1921 |
| Lu passariello                    | 2586         | 1921 |
| La beddicchia                     | 2587         | 1921 |
| Fenesta vascia                    | 2588         | 1921 |
| Dimme 'na vota sì                 | 2589         | 1921 |
| Si tu me vase                     | 2719         | 1921 |
| 'A canzone d'e canzone            | 2720         | 1921 |
| 'E mmargarite                     | 2721         | 1921 |
| Napule e Maria                    | 2722         | 1921 |
| Si m'o dice 'o core               | 2723         | 1921 |
| Pallida mimosa                    | 2739         | 1921 |
| Sola nel mare                     | 2740         | 1921 |
| E' piccerella                     | 2741         | 1921 |
| Cuscienza                         | 2742         | 1921 |
| Senza 'a varca                    | 2743         | 1921 |
| Salotto                           | 2775         | 1921 |
| L'aspide                          | 2776         | 1921 |
| Aria doce                         | 2777         | 1921 |
| Si è destino                      | 2778         | 1921 |
| Bella piccina                     | 2779         | 1921 |
| Stu core te chiamme               | 2780         | 1921 |
| Strana                            | 2795         | 1921 |
| Piccola Manon                     | 2796         | 1921 |
| La violetta di Parma              | 2797         | 1921 |
| L'ammore chesto fà                | 2798         | 1921 |